# 格雷姆·希恩尼爾
格雷姆·希恩尼爾（英語：Graeme Shinnie；1991年8月4日—）是一位蘇格蘭足球運動員。在場上的位置是左後衛。現效力於蘇格蘭足球超級聯賽球隊鴨巴甸。他是在17歲時加入恩華尼斯足球俱樂部的。他也代表蘇格蘭U21國家足球隊參賽。